# Grand Prix Mexika 2019
Grand Prix Mexika 2019 (oficiálně Formula 1 Gran Premio de México 2019) se jela na okruhu Autódromo Hermanos Rodríguez v Mexico City v Mexiku dne 27. října 2019. Závod byl osmnáctým v pořadí v sezóně 2019 šampionátu Formule 1.

## Kvalifikace
| Poř.                       | No. | Jezdec             | Konstruktér               | Časy v kvalifikaci | Časy v kvalifikaci | Časy v kvalifikaci | Pořadí na startu |
| Poř.                       | No. | Jezdec             | Konstruktér               | Q1                 | Q2                 | Q3                 | Pořadí na startu |
| -------------------------- | --- | ------------------ | ------------------------- | ------------------ | ------------------ | ------------------ | ---------------- |
| 1                          | 33  | Max Verstappen     | Red Bull Racing-Honda     | 1:15.949           | 1:16.136           | 1:14.758           | 4                |
| 2                          | 16  | Charles Leclerc    | Ferrari                   | 1:16.364           | 1:16.219           | 1:15.024           | 1                |
| 3                          | 5   | Sebastian Vettel   | Ferrari                   | 1:16.696           | 1:15.914           | 1:15.170           | 2                |
| 4                          | 44  | Lewis Hamilton     | Mercedes                  | 1:16.424           | 1:15.721           | 1:15.262           | 3                |
| 5                          | 23  | Alexander Albon    | Red Bull Racing-Honda     | 1:16.175           | 1:16.574           | 1:15.336           | 5                |
| 6                          | 77  | Valtteri Bottas    | Mercedes                  | 1:17.062           | 1:15.852           | 1:15.338           | 6                |
| 7                          | 55  | Carlos Sainz Jr.   | McLaren-Renault           | 1:17.044           | 1:16.267           | 1:16.014           | 7                |
| 8                          | 4   | Lando Norris       | McLaren-Renault           | 1:17.092           | 1:16.447           | 1:16.322           | 8                |
| 9                          | 26  | Daniil Kvjat       | Scuderia Toro Rosso-Honda | 1:17.041           | 1:16.657           | 1:16.469           | 9                |
| 10                         | 10  | Pierre Gasly       | Scuderia Toro Rosso-Honda | 1:17.065           | 1:16.679           | 1:16.586           | 10               |
| 11                         | 11  | Sergio Pérez       | Racing Point-BWT Mercedes | 1:17.465           | 1:16.687           |                    | 11               |
| 12                         | 27  | Nico Hülkenberg    | Renault                   | 1:17.608           | 1:16.885           |                    | 12               |
| 13                         | 3   | Daniel Ricciardo   | Renault                   | 1:17.270           | 1:16.933           |                    | 13               |
| 14                         | 7   | Kimi Räikkönen     | Alfa Romeo Racing-Ferrari | 1:17.225           | 1:16.967           |                    | 14               |
| 15                         | 99  | Antonio Giovinazzi | Alfa Romeo Racing-Ferrari | 1:17.794           | 1:17.269           |                    | 15               |
| 16                         | 18  | Lance Stroll       | Racing Point-BWT Mercedes | 1:18.065           |                    |                    | 16               |
| 17                         | 20  | Kevin Magnussen    | Haas-Ferrari              | 1:18.436           |                    |                    | 17               |
| 18                         | 8   | Romain Grosjean    | Haas-Ferrari              | 1:18.599           |                    |                    | 18               |
| 19                         | 63  | George Russell     | Williams-Mercedes         | 1:18.823           |                    |                    | 19               |
| 20                         | 88  | Robert Kubica      | Williams-Mercedes         | 1:20.179           |                    |                    | 20               |
| 107% času vítěze: 1:21.265 |     |                    |                           |                    |                    |                    |                  |
| Zdroj:                     |     |                    |                           |                    |                    |                    |                  |

Poznámky
1. ↑  Max Verstappen obdržel trest posunu o 3 místa vzad za ignorování žlutých vlajek během kvalifikace.

## Závod
| Poř.                                                               | No. | Jezdec             | Konstruktér               | Počet kol | Čas/Odstoupení | Pořadí na startu | Body |
| ------------------------------------------------------------------ | --- | ------------------ | ------------------------- | --------- | -------------- | ---------------- | ---- |
| 1                                                                  | 44  | Lewis Hamilton     | Mercedes                  | 71        | 1:36:48.904    | 3                | 25   |
| 2                                                                  | 5   | Sebastian Vettel   | Ferrari                   | 71        | +1.766         | 2                | 18   |
| 3                                                                  | 77  | Valtteri Bottas    | Mercedes                  | 71        | +3.553         | 6                | 15   |
| 4                                                                  | 16  | Charles Leclerc    | Ferrari                   | 71        | +6.368         | 1                | 13   |
| 5                                                                  | 23  | Alexander Albon    | Red Bull Racing-Honda     | 71        | +21.399        | 5                | 10   |
| 6                                                                  | 33  | Max Verstappen     | Red Bull Racing-Honda     | 71        | +1:08.807      | 4                | 8    |
| 7                                                                  | 11  | Sergio Pérez       | Racing Point-BWT Mercedes | 71        | +1:13.819      | 11               | 6    |
| 8                                                                  | 3   | Daniel Ricciardo   | Renault                   | 71        | +1:14.924      | 13               | 4    |
| 9                                                                  | 10  | Pierre Gasly       | Scuderia Toro Rosso-Honda | 70        | +1 kolo        | 10               | 2    |
| 10                                                                 | 27  | Nico Hülkenberg    | Renault                   | 70        | +1 kolo        | 12               | 1    |
| 11                                                                 | 26  | Daniil Kvjat       | Scuderia Toro Rosso-Honda | 70        | +1 kolo        | 9                |      |
| 12                                                                 | 18  | Lance Stroll       | Racing Point-BWT Mercedes | 70        | +1 kolo        | 16               |      |
| 13                                                                 | 55  | Carlos Sainz Jr.   | McLaren-Renault           | 70        | +1 kolo        | 7                |      |
| 14                                                                 | 99  | Antonio Giovinazzi | Alfa Romeo Racing-Ferrari | 70        | +1 kolo        | 15               |      |
| 15                                                                 | 20  | Kevin Magnussen    | Haas-Ferrari              | 69        | +2 kola        | 17               |      |
| 16                                                                 | 63  | George Russell     | Williams-Mercedes         | 69        | +2 kola        | 19               |      |
| 17                                                                 | 8   | Romain Grosjean    | Haas-Ferrari              | 69        | +2 kola        | 18               |      |
| 18                                                                 | 88  | Robert Kubica      | Williams-Mercedes         | 69        | +2 kola        | 20               |      |
| Ret                                                                | 7   | Kimi Räikkönen     | Alfa Romeo Racing-Ferrari | 58        | Přehřátí       | 14               |      |
| Ret                                                                | 4   | Lando Norris       | McLaren-Renault           | 48        | Odvolán        | 8                |      |
| Nejrychlejší kolo:Charles Leclerc (Ferrari) – 1:19.232 (v kole 53) |     |                    |                           |           |                |                  |      |
| Zdroj:                                                             |     |                    |                           |           |                |                  |      |

Poznámky
1. ↑  Charles Leclerc získal jeden bod za zajetí nejrychlejšího kola.
2. ↑  Daniil Kvjat obdržel trest přičtení 10 sekund k času v cíli za zavinění kolize s Nicem Hülkenbergem.

## Průběžné pořadí po závodě
- Tučně jsou vyznačeni jezdci a týmy se šancí získat titul v Poháru jezdců nebo konstruktérů.

Pohár jezdců
|        | Pořadí | Jezdec           | Body |
| ------ | ------ | ---------------- | ---- |
|        | 1      | Lewis Hamilton   | 363  |
|        | 2      | Valtteri Bottas  | 289  |
|        | 4      | Charles Leclerc  | 236  |
| 1      | 3      | Sebastian Vettel | 230  |
| 1      | 5      | Max Verstappen   | 220  |
| Zdroj: |        |                  |      |

Pohár konstruktérů
|        | Pořadí | Konstruktér           | Body |
| ------ | ------ | --------------------- | ---- |
|        | 1      | Mercedes              | 652  |
|        | 2      | Ferrari               | 466  |
|        | 3      | Red Bull Racing-Honda | 341  |
|        | 4      | McLaren-Renault       | 111  |
|        | 5      | Renault               | 73   |
| Zdroj: |        |                       |      |